# Guangtong Automobile

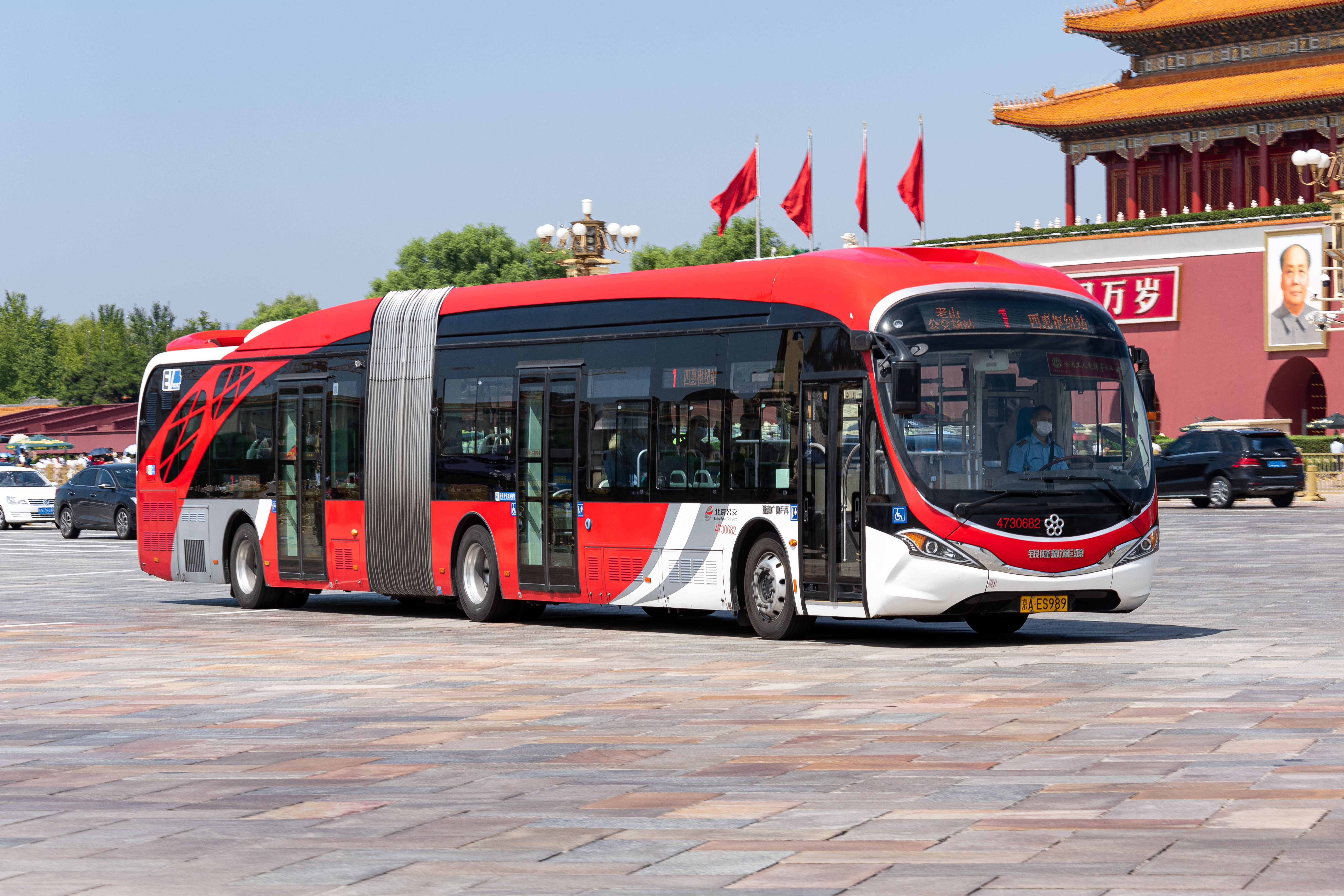
Сочленённый автобус GTQ6186BEVBT3 в Пекине, маршрут 1

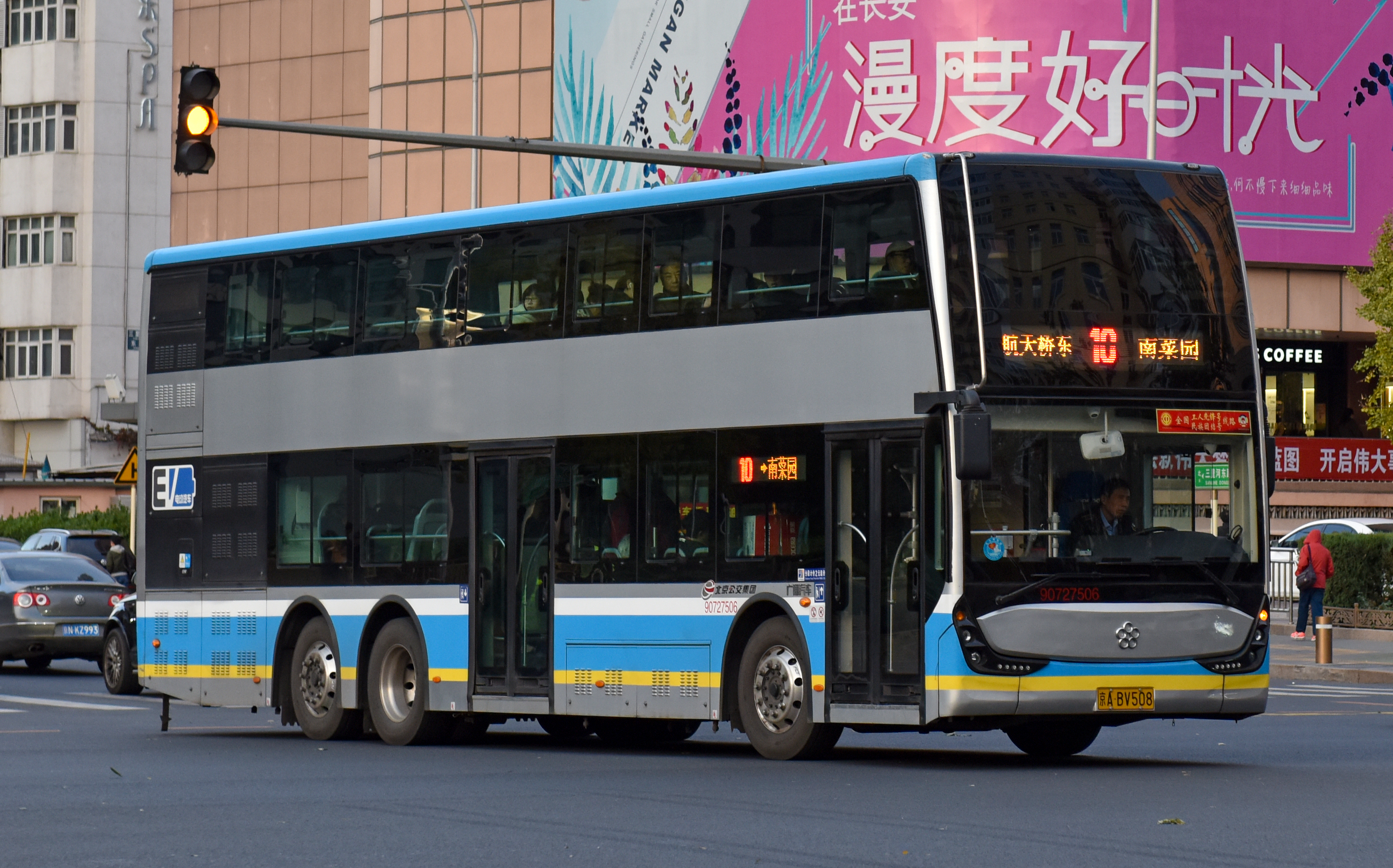
Двухэтажный автобус GTQ6131BEVST3

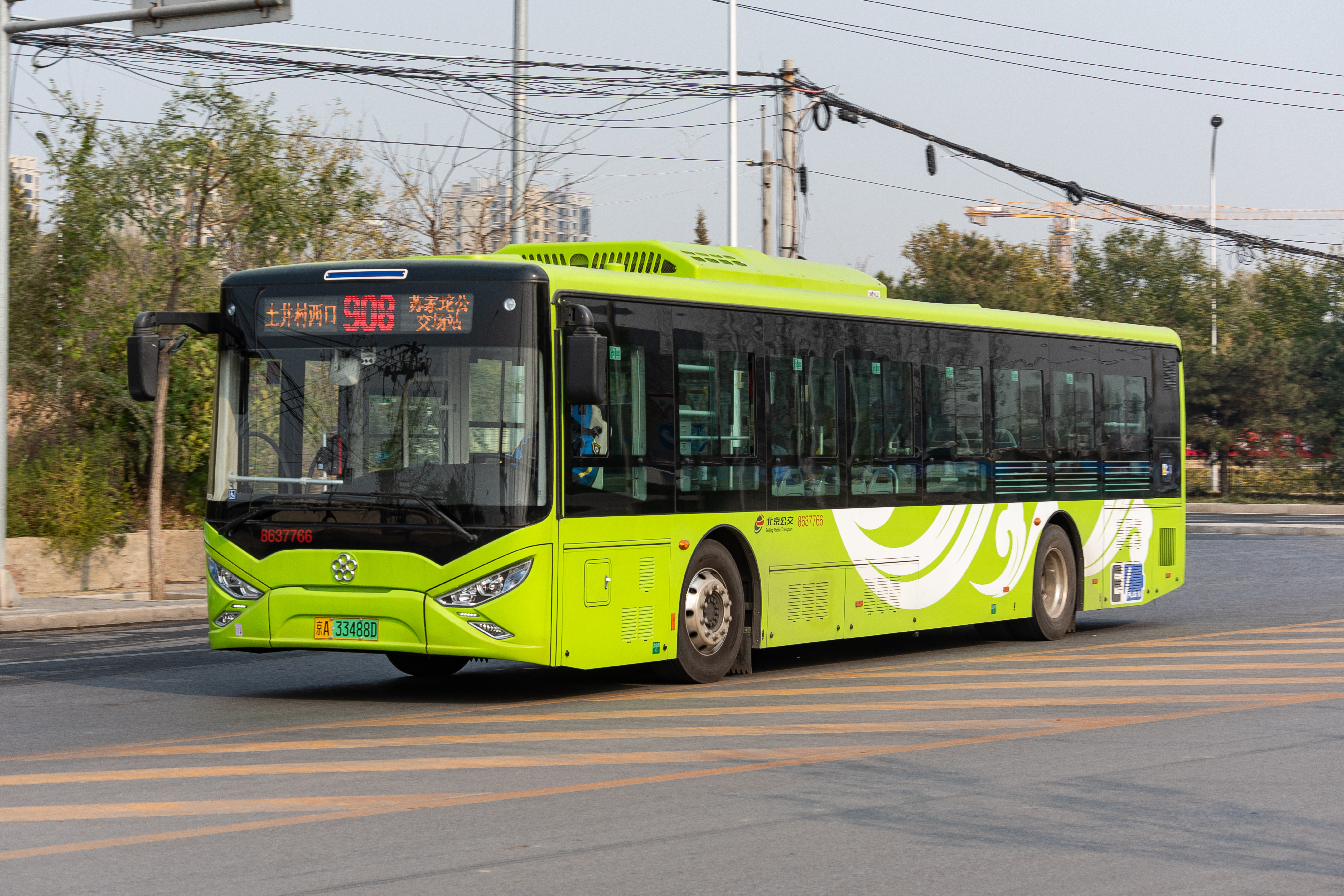
Одиночный городской автобус GTQ6121BEVBT21

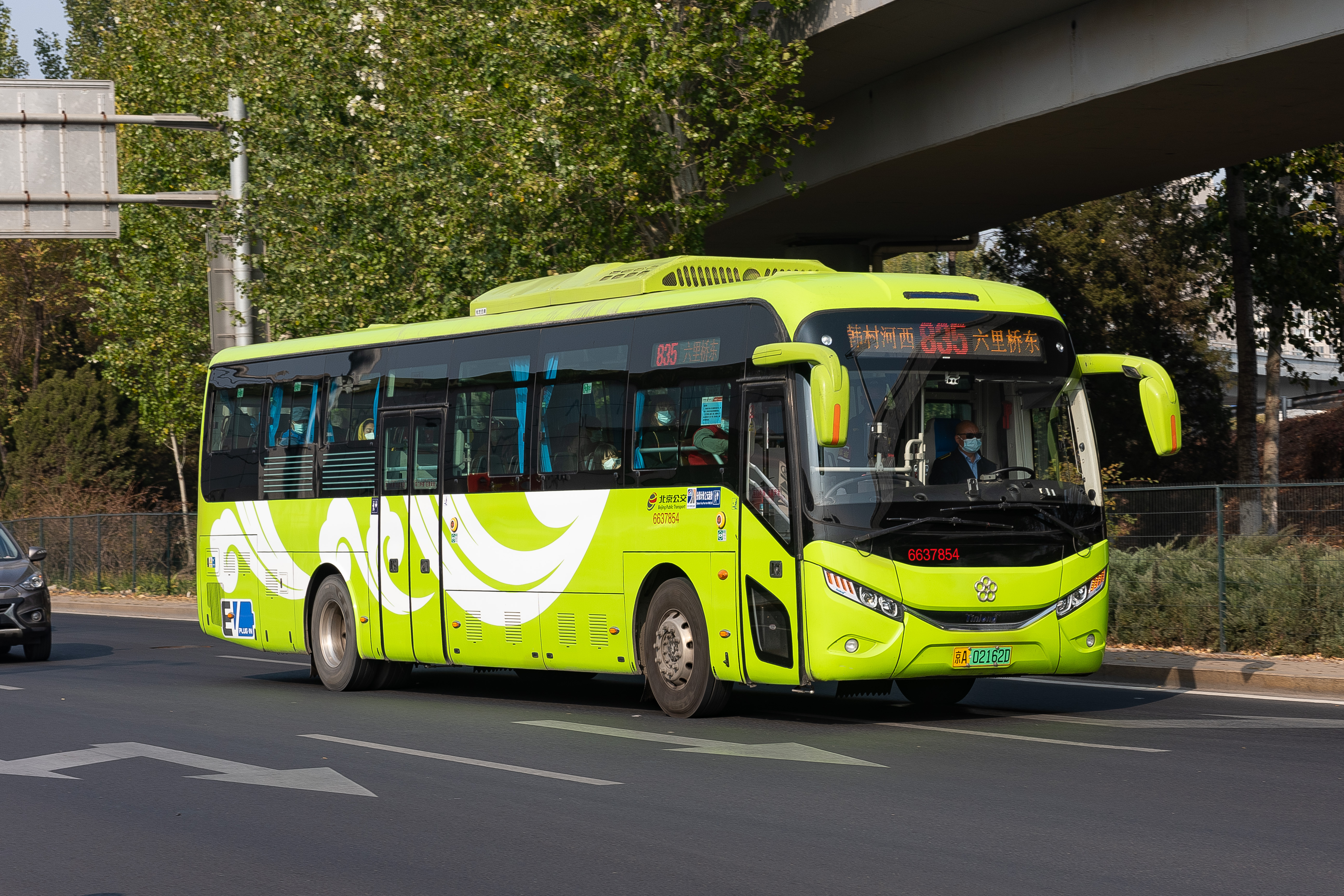
Одиночный городской автобус GTQ6129BEVB26

Zhuhai Guangtong Automobile Co., Ltd. — китайский производитель автомобилей и автобусов, основанный 30 августа 1999 года. Является дочерним подразделением Yinlong New Energy — акционерного общества, специализирующегося на производстве и эксплуатации легковых автомобилей. Штаб-квартира компании расположена в индустриальном парке Чжухай Иньлун Нью-Энерджи.

## Модельный ряд
- GTQ6121BEVBT
- GTQ6186BEVBT3
- GTQ6131BEVST3
- GTQ6131BEVST6
- GTQ6131BEVST8
- GTQ6131BEVST9